# Bill Forrester
William "Bill" Ronald Forrester (* 18. Dezember 1957 in Darby, Pennsylvania) ist ein ehemaliger US-amerikanischer Schwimmer.
Bei den Olympischen Spielen 1976 in Montreal gewann er die Bronzemedaille über 200 m Schmetterling. Zwei Jahre später konnte er bei den Schwimmweltmeisterschaften in Berlin sowohl den Titel über 200 m Freistil als auch über 200 m Schmetterling erringen. Weitere Erfolge blieben ihm durch den Olympiaboykott 1980 verwehrt.